# 小行星13027
小行星13027（13027 Geeraerts）是一颗绕太阳运转的小行星，为主小行星带小行星。该小行星于1989年4月3日发现。

## 轨道参数
小行星13027的轨道半长轴为2.5535774 UA，离心率为0.114。